# 2079 Яккія
2079 Яккія (2079 Jacchia) — астероїд головного поясу, відкритий 23 лютого 1976 року.
Тіссеранів параметр щодо Юпітера — 3,374.
Названо на честь астронома Яккії (італ. Jacchia)